# Parafia św. Jana Chrzciciela w Iwli
Parafia św. Jana Chrzciciela w Iwli − parafia rzymskokatolicka znajdująca się w archidiecezji przemyskiej, w dekanacie Dukla. 

## Historia
W 1366 roku pojawiła się pierwsza wzmianka o Iwli. W 1983 roku dekretem bpa Ignacego Tokarczuka została erygowana parafia, z wydzielonego terytorium parafii Dukla. W latach 1981–1989 zbudowano murowany kościół, według projektu arch. inż. Mieczysława Krukierka. 27 sierpnia 1989 roku bp Ignacy Tokarczuk poświęcił kościół pw. św. Jana Chrzciciela.
Na terenie parafii jest 798 wiernych (w tym: Iwla – 723, Chyrowa – 95).
Proboszczowie parafii:
1983–2005. ks. kan. Wojciech Nowotarski.
2005–?. ks. Zdzisław Babiarz.
?–2013. ks. Andrzej Kuzio.
2013–?. ks. Józef Konieczko.
ks. Piotr Pernal.